# Salpeter-Höhlen des Laojun Shan
Die Stätten der Salpeter-Höhlen des Laojun Shan (chinesisch 老君山硝洞遗址, Pinyin Lǎojūn Shān xiāodòng yízhǐ) aus der Zeit der Ming- bis Qing-Dynastie liegen im Gebirge Laojun Shan auf dem Gebiet der Stadt Jiangyou in der chinesischen Provinz Sichuan. 2003 wurden auf dem Gebiet der Großgemeinde Zhonghua (重华镇) und seiner Umgebung Stätten für die Herstellung von Schießpulver entdeckt. Der Ort gilt als „Heimat des Schießpulvers“ (火药之乡,  huǒyào zhī xiāng) und das Schießpulver als eine der Vier großen Erfindungen Chinas.
Die Stätten stehen seit 2006 auf der Liste der Denkmäler der Volksrepublik China (6-183).